# Hauteville-sur-Fier
Hauteville-sur-Fier – miejscowość i gmina we Francji, w regionie Owernia-Rodan-Alpy, w departamencie Górna Sabaudia.
Według danych na rok 1990 gminę zamieszkiwało 500 osób, a gęstość zaludnienia wynosiła 102 osób/km² (wśród 2880 gmin regionu Rodan-Alpy Hauteville-sur-Fier plasuje się na 1146. miejscu pod względem liczby ludności, natomiast pod względem powierzchni na miejscu 1521.).